# Naawan
Naawan es un municipio filipino de cuarta categoría, situado en la parte sudeste de la isla de Mindanao. Forma parte de  la provincia de Misamis Oriental. Para las elecciones está encuadrado en el Segundo Distrito Electoral.

## Barrios
El municipio  de Naawan se divide, a los efectos administrativos, en 10 barangayes o barrios, conforme a la siguiente relación:
| - Don Pedro - Linangkayán - Lubilán | - Mapulog - Maputi - Mat-i | - Patag - Población | - Tagbalogo - Tuboráan |

## Historia
La provincia de Misamis, creada en 1818, formaba parte de la Capitanía General de Filipinas (1520-1898). Estaba dividida en cuatro partidos. El Partido de Misamis comprendía los fuertes de Misamis y de Iligán además de Luculán e Initao. 

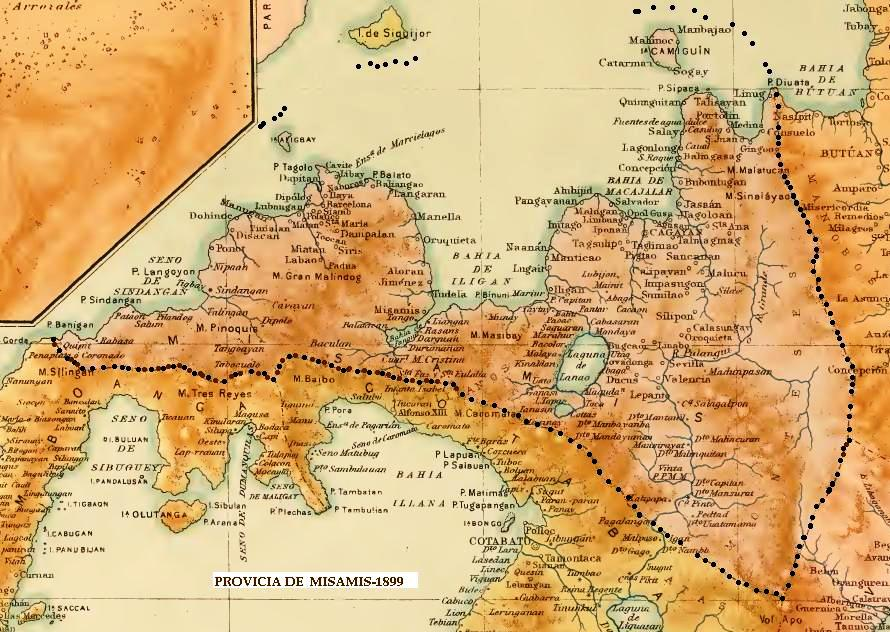
El Distrito 2º de Misamis en 1899.

A finales del siglo XX la isla de Mindanao se hallaba dividida en siete distritos o provincias, uno de los cuales era el Distrito 2º de Misamis, su capital era la villa de Cagayán de Misamis y del mismo dependía la comandancia de Dapitan. Uno de sus pueblos era El Salvador poblado por  6,640 alamas, incluyendo sus visitas de Alubijid, Initao y Naauan.
A principios del siglo XX, durante la ocupación estadounidense de Filipinas, Naawan fue uno de los barrios de Inítao, uno de los 15 municipios que formaban la provincia de Misamis.
El 5 de junio de 1957 fue creado el municipio de Naauán (Naawan) formado por el barrio del mismo nombre perteneciente al municipio de Initao.